# Corythophora labriculata
Corythophora labriculata là một loài thực vật linhin thuộc họ Lecythidaceae.
Loài này chỉ có ở Suriname.